# Gladiolus sericeovillosus
Gladiolus sericeovillosus är en irisväxtart som beskrevs av Joseph Dalton Hooker. Gladiolus sericeovillosus ingår i släktet sabelliljor, och familjen irisväxter.

## Underarter
Arten delas in i följande underarter:
- G. s. calvatus
- G. s. sericeovillosus

## Bildgalleri

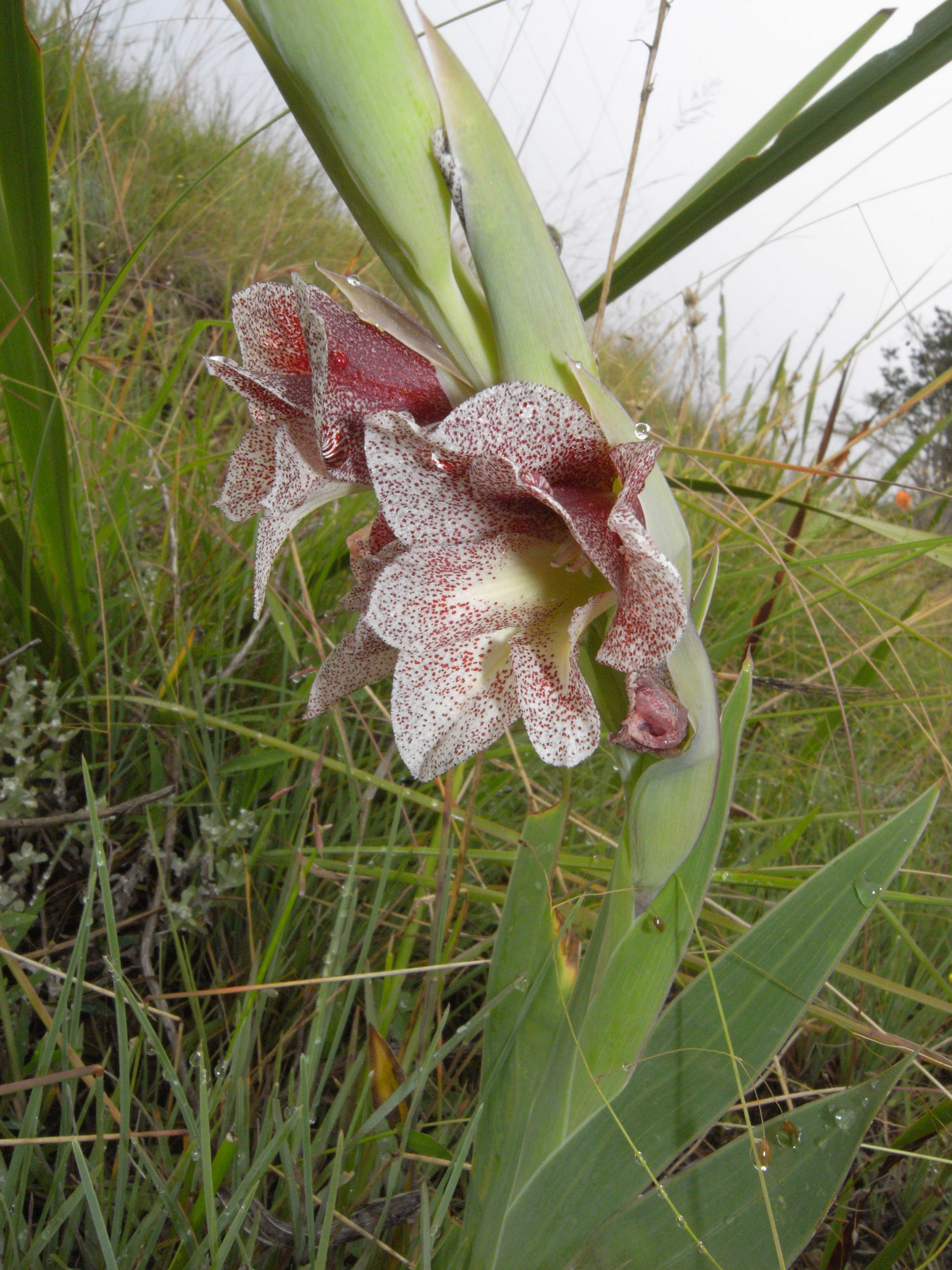